# Halte
Halte ist ein Ortsteil der Stadt Weener im ostfriesischen Rheiderland. Im Ort lebten am 31. Dezember 2012 124 Einwohner. Ortsvorsteher ist Andreas Silze.

## Geschichte
Der Ort entstand aus einem Vorwerk der Johanniterkommende Muhde, die in Halte eine Meierei betrieb. Erstmals wird der Ort 1439 zuerst als vorwerke tho Halteren urkundlich erwähnt. Aus einer Karte aus dem Jahre 1589 ist die Bezeichnung Haltt überliefert. Nach der Reformation ging der Besitz der Johanniter in private Hände über. Halte wurde so zu einem adeligen Gut mit den dazugehörigen Rechten. In Halte gab es eine Ziegelei. Um 1800 diente der Ort zudem als Stapelplatz für die von See kommenden Schiffe. Im 19. Jahrhundert bestimmten eine Werft und ein Sägewerk das Wirtschaftsleben. Zu Zeiten der französischen Besetzung Ostfrieslands war Halte eine Zollstation.